# Alec Wildenstein
Pour les articles homonymes, voir Wildenstein (homonymie).
Alec Wildenstein, né le 5 août 1940 à Marseille et mort le 17 février 2008 à Neuilly-sur-Seine, est un éleveur de chevaux et marchand d'art français.
Il est le fils de Daniel Wildenstein, marchand d'art du XXe siècle.

## Biographie

### Naissance dans la «Zone libre»
Alec Wildenstein naît à Marseille le 5 août 1940, au début de la Seconde Guerre mondiale,,, alors que la France vient de subir le désastre de mai-juin 1940 et que le nord et l'ouest de la France sont occupés par l'armée allemande. Marseille, au contraire, se trouve dans la zone non occupée, où de nombreuses personnes menacées par le nazisme se sont réfugiées, notamment des juifs comme les Wildenstein.

### Une famille de marchands d'art
Il est le fils aîné de Daniel Wildenstein (1917-2001) et de son épouse Martine Kapferer (1920-2018). 
Il est issu d'une lignée de marchands d'art, Daniel Wildenstein étant le fils de Georges Wildenstein (1892-1963) et le petit-fils de Nathan Wildenstein (1851-1934), juif d'Alsace, qui a quitté cette région en 1871 pour s'installer à Paris, où il est devenu marchand de tableaux à la fin des années 1870. Alec reçoit le prénom de son arrière-grand-père comme second prénom.
En 1945, Daniel et Martine Wildenstein ont un deuxième fils, Guy, né aux États-Unis, aujourd'hui à la tête de l'entreprise familiale.

### Carrière
Après la mort de Daniel Wildenstein en 2001, il est impliqué dans un conflit de succession qui oppose ses deux fils (Alec et Guy) et sa deuxième épouse, Sylvia Roth (1933-2010).

### Mariages et descendance
Son mariage en 1978 avec Jocelyne Périsset et son divorce en 1999 fait la manchette des journaux. Ils ont deux enfants : 
- Diane, née en 1979,
- Alec (dit « Alec junior »), né en 1980.

Après leur séparation, Jocelyne fait des révélations sur des procédés fiscaux illégaux utilisés par la famille Wildenstein, ce qui vaut à Alec, puis à ses descendants, d'être poursuivi par les administrations fiscales française, et américaine.
Il fait alors du ranch kenyan de son père sa résidence principale.
Il se remarie en 2000 avec Liouba Stoupakova, un mannequin d'origine russe de plus de trente ans sa cadette.

### Mort et funérailles
Il meurt en 2008 d'un cancer de la prostate.